# Athéna Zelcovich
 (janvier 2018).
Si vous disposez d'ouvrages ou d'articles de référence ou si vous connaissez des sites web de qualité traitant du thème abordé ici, merci de compléter l'article en donnant les références utiles à sa vérifiabilité et en les liant à la section « Notes et références ».
Athéna Zelcovich est une actrice française.
Elle est notamment connue pour le rôle de Jenny Chanez qu'elle a interprété de 2016 à 2017 puis en 2019 dans la série télévisée Plus belle la vie diffusée sur France 3.

## Biographie

### Formation
En 2011, elle suit les cours Jean Laurent Cochet à Paris où elle est coachée par Louise McLeod, puis de 2012 à 2015, par Jack Waltzer, tous deux membres de l'Actors Studio.
Elle suit également une formation d'acteur au Studio Pygmalion en mai 2016.

## Filmographie

### Cinéma
- 2012 : Stars 80 de Frédéric Forestier et Thomas Langmann
- 2012 : So Long de Bruno Mercier : Mel
- 2014 : Su Realidad de Mariano Galperin, prix du meilleur film du Festival international de Mar del Plata
- 2016 : Five d'Igor Gotesman
- 2017 : Monsieur et Madame Adelman de Nicolas Bedos
- 2017 : Partenaires particuliers de Thibault Turcas et Nicolas Vert

### Télévision
- 2010 : Punkahontas and the Ducks, présentation de la collection de Jean-Charles de Castelbajac pour la télévision britannique
- 2012 : Le Jour où tout a basculé de Luc Chalifour(saison 2, épisode 173 - Mon petit ami mène une double vie - Faux prince)
- 2016-2017 et en 2019 : Plus belle la vie de Hubert Besson : Jenny Chanez

### Courts métrages
- 2013 : Escape de Christophe Bec
- 2013 : Contorsions de Fabrice du Peloux et des Artisans du film
- 2014 : Elle de Nathan Nunes Gomes
- 2016 : Lone Birds de Gautier Billote
- 2016 : Levée obscure Jean Bolzinger
- 2016 : La neige est blanche de Charlotte Lettriard

## Théâtre
- 2000 : La cinq fois belle de R. Chalant
- 2003 : Maigrir de C. Delannet
- 2007 : Comedia del arte mime de R. Grazziano
- 2013 : Le Lever du soleil de Madame Simone, François Porché, mis en scène par Priscilla Cheron-Caroni